# Nadap
Nadap es un pueblo húngaro perteneciente al distrito de Gárdony, condado de Fejér.

## Superficie
Cuenta con una superficie de 6,93 km².

## Demografía
Hasta 2024 la población era de 797 habitantes, con una densidad de población de 115,00 hab/km².
| Gráfica de evolución demográfica de Nadap entre 2020 y 2024 |
|                                                             |
| Datos según la Oficina Central de Estadística de Hungría.   |